# Els Misteris d'Olesa

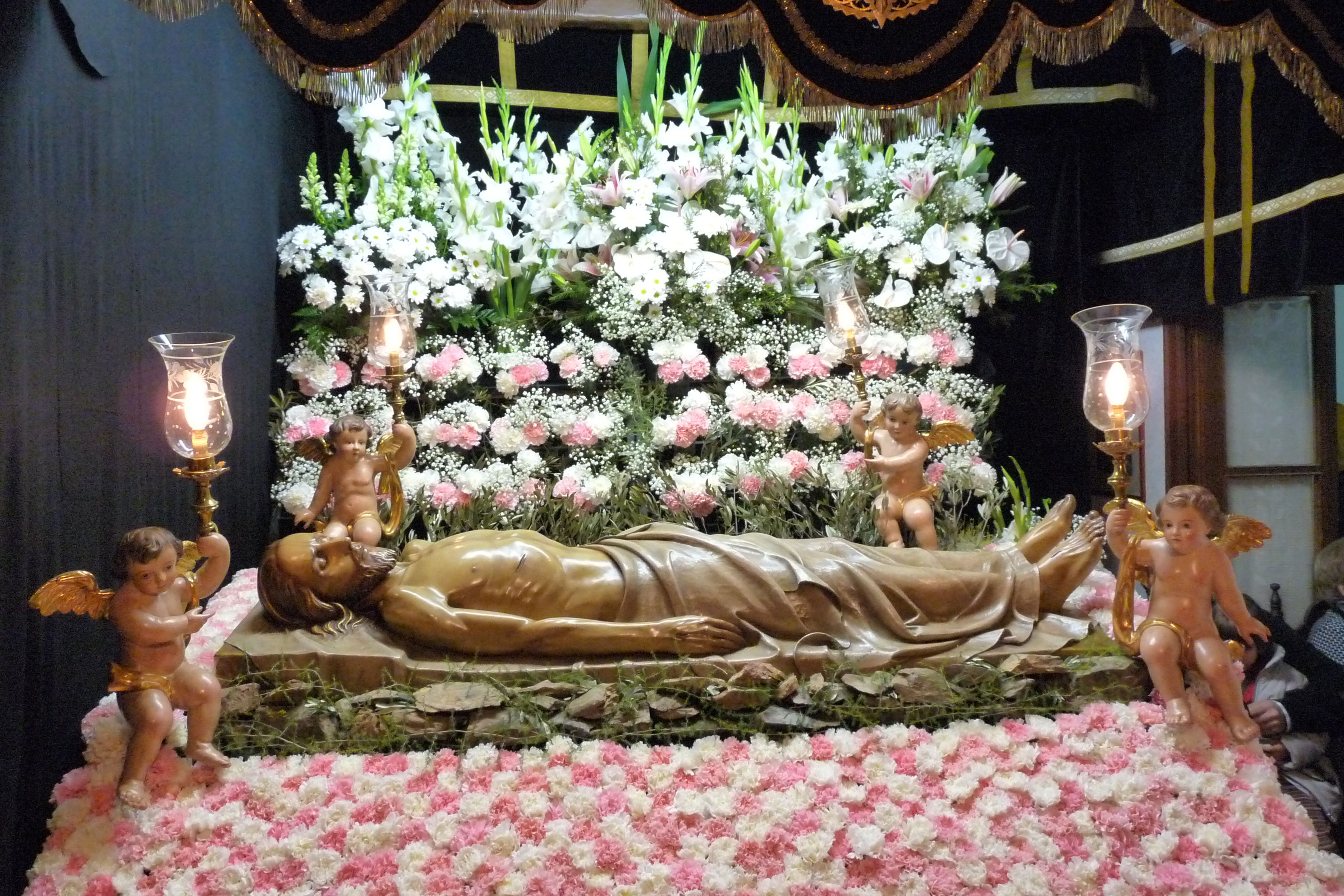
Misteri del Sant Sepulcre amb quatre àngels barrocs que es van salvar de la desfeta de la Guerra Civil

Els Misteris d'Olesa, anomenats popularment Els Misteris, és una tradició d'Olesa de Montserrat que es realitza el dijous i divendres Sant en la qual hi ha onze imatges de la passió de Jesús de Natzaret repartides per diferents cases del poble. Aquesta tradició es comença a documentar entre el segle xvii i xviii. Durant la Guerra Civil gran part d'aquestes imatges quedaren destruïdes. Un cop passat el conflicte bèl·lic es van recuperar. Va tirar endavant fins al 1969, quan el Concili Vaticà II i també per la decisió consensuada d'alguns sacerdots de la Diòcesi de Barcelona entre els quals hi havia el de la Parròquia d'Olesa, Mn. Jaume Serrano, deixaren d'exposar-se al públic. L'any 1994, per iniciativa de l'olesà Mariano Segura, es va recuperar la tradició. L'any 2019 va celebrar-se el 25è aniversari de la recuperació i l'any 2020 no es va poder realitzar a causa de la pandèmia per coronavirus de 2019-2020.

## Els grillats
Els grillats són unes germinacions típiques de les celebracions de Setmana Santa a Olesa de Montserrat que serveixen per ornamentar els Misteris. Carregats de simbolisme, els grillats són germinacions de besses, el menjar típic dels coloms, que creixen en plena foscor. Es planten aproximadament un mes abans de Dijous Sant i no els pot tocar gens de llum.

## La ruta dels Misteris
La ruta dels Misteris d'Olesa és una inicitiva del Col·lectiu Misteris d'Olesa de Montserrat per tal de promocionar turísticament aquesta tradició. L'any 2017 es van instal·lar a tots els portals de les cases i locals on es poden trobar els onze misteris unes plaques amb codis QR per tal de poder seguir la ruta de manera autònoma. L'any 2018, la mateixa organització va crear un concurs d'Instagram així com un concurs sorteig si s'omple una butlleta que s'ha de timbrar a cada Misteri. Aquestes propostes es volen consolidar per als anys futurs.

## Els Misteris
- El Bes de Judes.[4] (c/ Colom, 149.)
- La Pietat (c/ Clota, 30. Molí de l'Oli)
- Ecce Homo (c/ Església, 32.Ca l'Escossi)
- El camí del Calvari (c/Ample, 39. Cal Pel·la)
- La Flagel·lació de Jesús (c/ Creu Real, 18. Cal Puigjaner)
- L'Oració de l'Hort (c/ Santa Oliva, 34. monges paüles)
- El Sant Crist (Parròquia Santa Maria d'Olesa)
- Mare de Déu dels Dolors (Parròquia Santa Maria d'Olesa)
- Sant Sepulcre (c/ del Forn, 2. Ca la Planxadora).
- La Soledat de Maria al peu del Calvari (c/ Argelines, 24.)
- El Sant Crist de l'Agonia (c/ Indústria. Església de Sant Salvador)